# Jüdischer Friedhof Trautmannsdorf in Oststeiermark

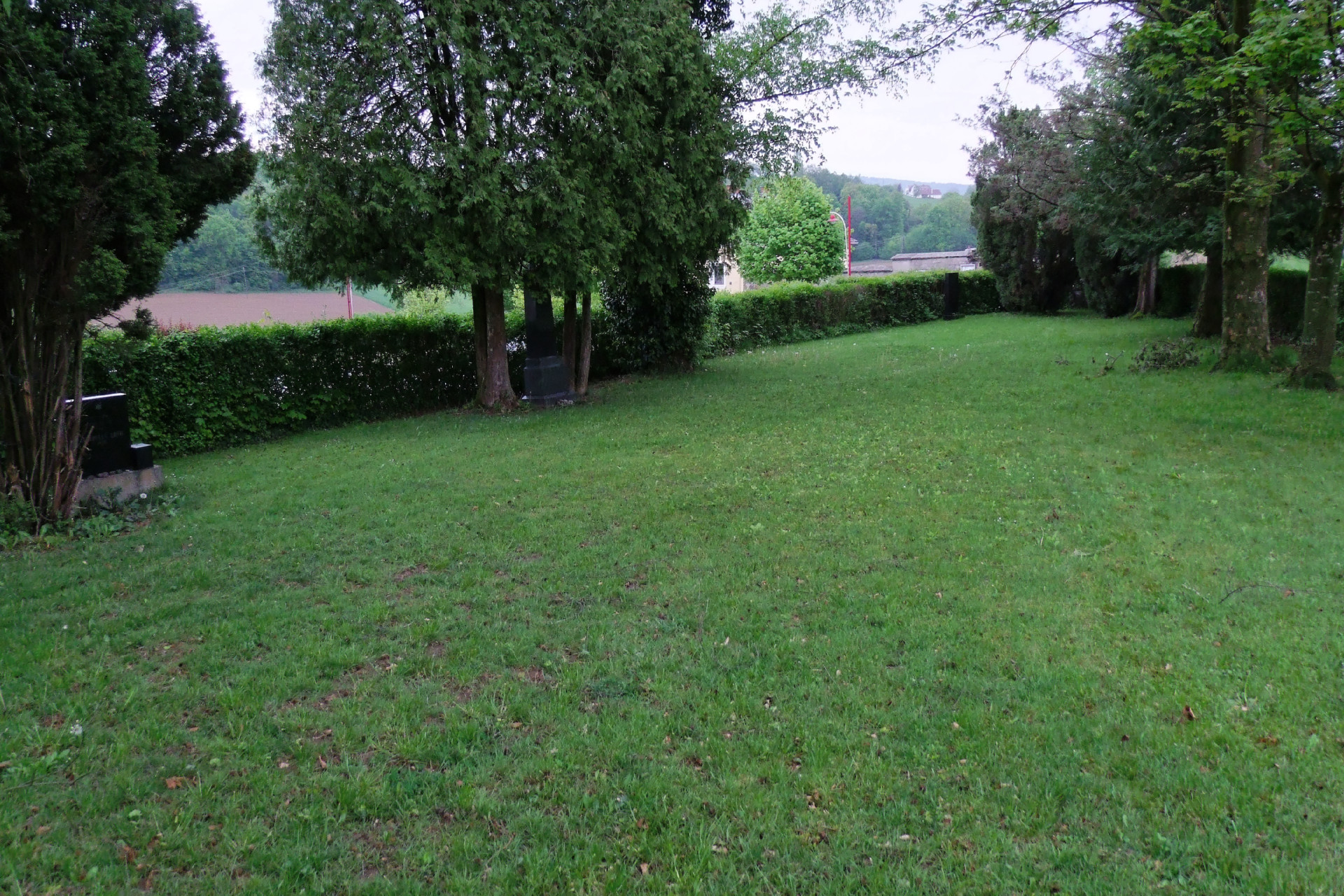
Jüdischer Friedhof in Trautmannsdorf in Oststeiermark (2014)

Der Jüdische Friedhof Trautmannsdorf in Oststeiermark befindet sich in Trautmannsdorf in Oststeiermark, einem Ortsteil der Gemeinde Bad Gleichenberg im Bezirk Südoststeiermark in der Steiermark.

## Lage
Der jüdische Friedhof, der im 19. Jahrhundert angelegt wurde, liegt schräg gegenüber dem Kommunalfriedhof an der L 251. Der Zugang ist unscheinbar.

## Geschichte
Bad Gleichenberg, welches jahrhundertelang (bis 1940) zur Pfarre Trautmannsdorf gehörte, wies bereits im 19. Jahrhundert eine erhebliche Zahl an jüdischen Kurgästen auf, die bis 1938 fast stetig stieg. Im Juni 1855 verstarb das Kind einer jüdischen Mutter, die hier auf Kur weilte. Der Pfarrer von Trautmannsdorf verweigerte jedoch die Beisetzung des totgeborenen Kindes auf dem katholischen Friedhof. Schlussendlich beerdigte der Trautmannsdorfer Wundarzt Nikolaus Josef die Leiche des Kindes in seinem eigenen Garten. 1880 wurde wegen der immer weiter steigenden Zahl an Kurgästen jüdischen Glaubens von der Israelitischen Kultusgemeinde Graz ein eigener jüdischer Friedhof in Trautmannsdorf angelegt. Kurpatienten, die während ihres Kuraufenthalts in Bad Gleichenberg verstarben, konnten nun hier begraben werden. 1887 wurde eine kleine Leichenhalle gebaut. Bis 1938 wurden hier 94 Menschen jüdischen Glaubens bestattet.
Im Zuge des Novemberpogroms, das auch in dieser Gegend durchschlug, wurde dieser jüdische Friedhof geschändet. Das Zeremonienhaus wurde angezündet, Grabsteine umgeworfen, ausgegraben und verschwanden in den folgenden Jahren. Vermutlich wurde einige als Baumaterial verwendet. 1940 soll der Friedhof schon weitgehend zerstört gewesen sein. Der Friedhof wurde als Wiese und Acker verwendet und verpachtet (Eigentümer war das Deutsche Reich geworden).
1947 wurde die Liegenschaft an die Israelitische Kultusgemeinde restituiert. Seither ist die Liegenschaft wieder offiziell ein Friedhof. Zwischen 1947 und 1954 wurden auf dem Friedhof die Leichen von etwa 190 jüdischen Zwangsarbeitern aus Ungarn bestattet, die während der nationalsozialistischen Diktatur in den Bezirken Radkersburg, Feldbach, Fürstenfeld und Weiz oder auf Todesmärschen verstorben oder ermordet worden waren. Für diese Menschen wurde der erste Gedenkstein von der Israelitischen Kultusgemeinde Graz errichtet. 1964 wurden geringfügige Sanierungen vorgenommen.
In den 1990er-Jahren war dieser Friedhof wieder stark vernachlässigt und es fehlte jeder Hinweis auf die Bedeutung des Ortes. 1992 wurde ein neuer Zugang errichtet. In Umsetzung des Washingtoner Abkommens (2001) wurde der Fonds zur Instandsetzung der jüdischen Friedhöfe in Österreich begründet und die Generalsekretärin des Nationalfonds der Republik Österreich für Opfer des Nationalsozialismus (Nationalfonds) mit der Verwaltung beauftragt. Durch finanzielle Mittel dieses Fonds wurde auch dieser Friedhof wiederhergestellt.

## Ausführung
Auf dem Friedhof befinden sich zwei Grabsteine aus dem 19./20. Jahrhundert und zwei Gedenksteine aus den späten 1940er-Jahren. Ein Grabdenkmal ist in Form einer Stele aus dunklem böhmischem Granit mit der Aufschrift: Zum Gedenken der hier ruhenden jüdischen Toten und Opfer der Jahre 1938–1945 gestaltet. Die Einweihung im Rahmen einer Gedenkfeier war am 4. Juli 1954. Der eine erhaltene Grabstein ist Salomon Eisen († 1924) aus Pápa, Ungarn, gewidmet, der viele Jahre die Villa Dreibaum und das Gasthaus Fünfkirchen in Bad Gleichenberg als Gaststätte speziell für jüdische Gäste geführt hatte. Der andere Grabstein ist Jakob Pohoryles (1861–1921) gewidmet.